# Licaria triplicalyx
Licaria triplicalyx är en lagerväxtart som beskrevs av G. Pedralli. Licaria triplicalyx ingår i släktet Licaria och familjen lagerväxter. Inga underarter finns listade i Catalogue of Life.